# وادي جلين
وادي جلين الضيق (Glen Canyon): هو جزء من منطقة المنتزهات الوطنية وهي منطقة تضم أيضا بحيرة بويل (lake powell) ووادى كَتركات (Cataract Canyon) بمساحة تبلغ 1.2 مليون فدان من هضبة كولورادو كما انها جزء من سلسلة اودية ضيقة وجروف ومناظر طبيعية متنوعة تضم الكثير من الجداول والتلال، وتمتاز بالمناخ الجميل والرياح الشديدة.
 

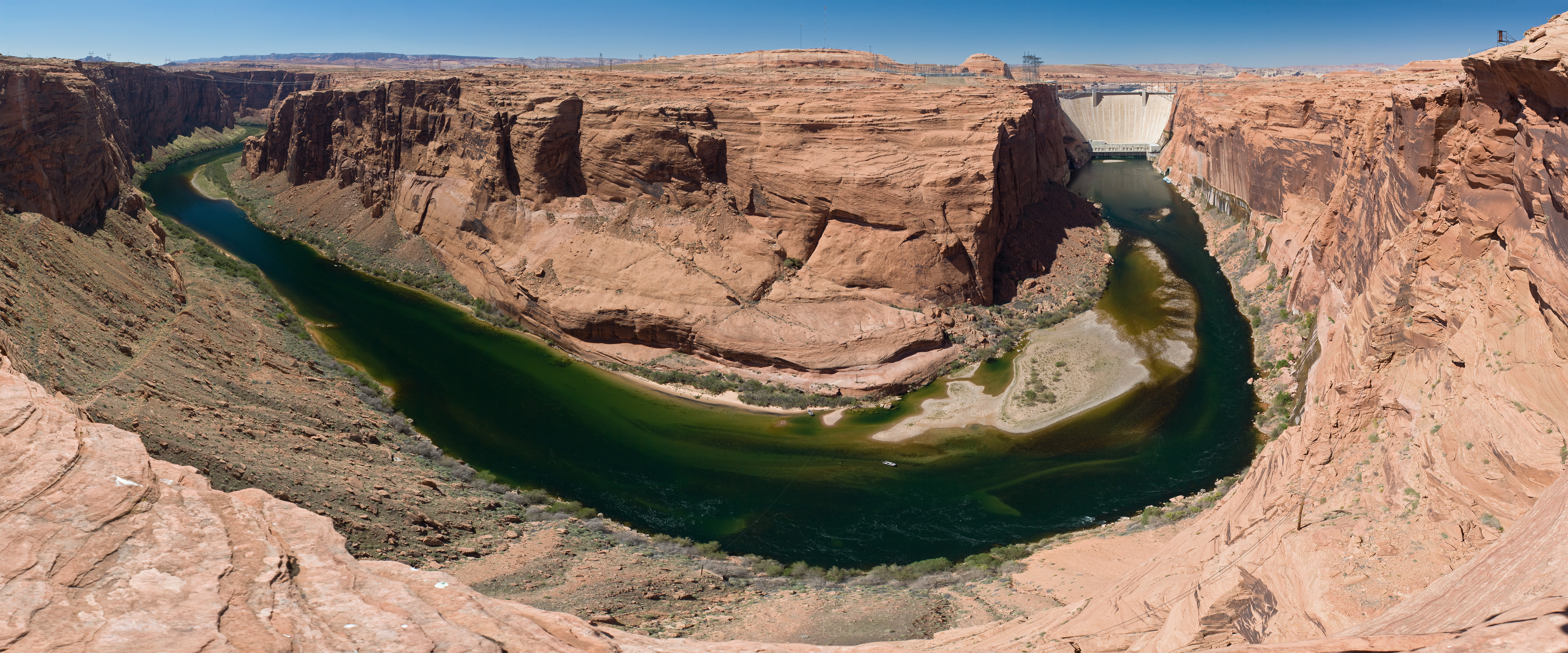

وأيضا الوادي غني بالثقافة التاريخية كما ان هذه المنطقة قد استُخدمت من قبل الكثير من الناس منذ حوالي 11500 سنة وبدات تنمو المستوطنات حولها من قبل تاريخ واصبحت المستوطنات حولها شبه دائمة واصبحت المنطقة موطنا للنافاجو، قبائل البايوت والهنود الهوبي.
جدران وادي جلين تتشكل على هيئة طبقات نتجت من الاصطدام بالرياح القوية والظواهر الجوية القاسية من التجمد والحر الشديد كما ان الفيضان الذي كان يحدث كان يجرف معه التربة وينحت الصخور.والفيضان في وادي جلين اغرق كل النباتات والحيوانات والمواقع الجيولوجية كما جرف الصخور وصنع الرواسب التاريخية التي شارك نهر كولورادو في نحتها وظهر في هضبة كولورادو في وادي جلين كما انه يوفر المياه والطاقة

## بحيرة بويل
بحيرة بويل ليست بحيرة طبيعية ولكنها من صنع الإنسان وجدت خلال تشييد سد وادي جلين الضيق لتجنب الفيضان من نهر كولورادو. من حيث حجم البحيرة والمياه فيها فهي ثاني أكبر بحيرة في أمريكا من صنع البشر بعد بحيرة ميد Lake Mead التي وجدت نتيجة سد هوفر على الحدود بين أريزونا ونيفادا لقد استغرقت بحيرة بويل 17 سنة حتى تتكون بشكلها الحالي وتبلغ مساحتها الآن 24 مليون فدان وهي لا تقارن بالسنوات التي عاشها وادي جلين لكي يُنحت بهذا الشكل. 

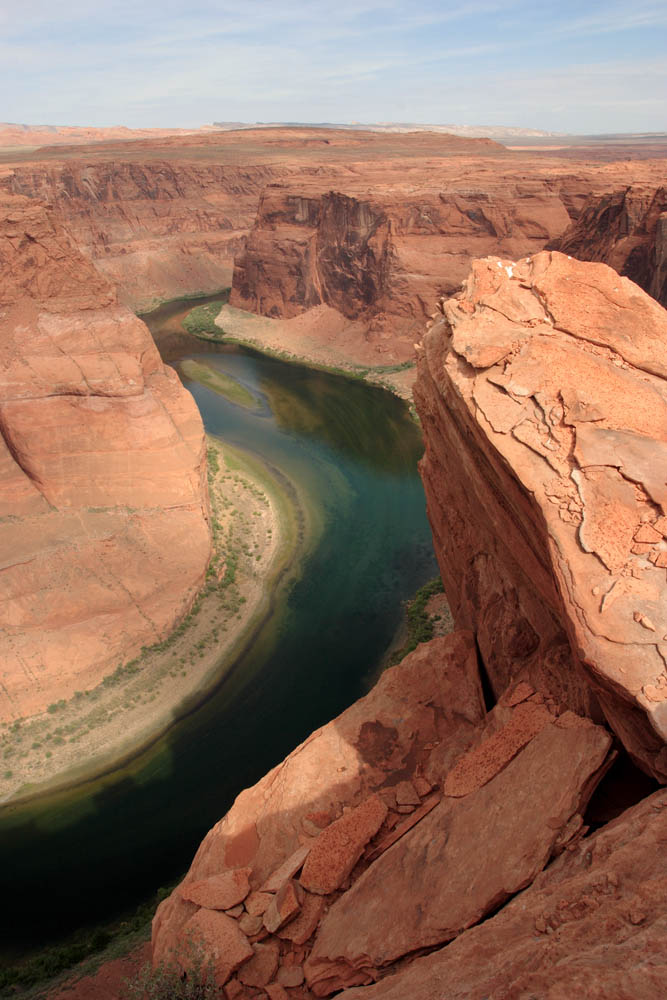

وسر وجود خط الأبيض على اسفل الصخور تكونت بسبب الرواسب المعدنية من كربونات الكالسيوم التي تكون الحجر الرملي.

## سد جلين وجسر جلين
سد جلين : اكتمل بناؤه عام 1963 يبلغ حجم السد 4 ملايين متر مكعب.

جسر جلين : ممرين من الصلب طول كل منهما 387 متر بارتفاع 210 متر على النهر فهو اعلى جسر منحني في العالم والحاصل على المركز 35 على مستوى العالم، وتم بناؤه عام 1959 م

## نهر كولورادو
ان النهر في طريقه إلى الجفاف مما يعني انه من 85 إلى 100 مليون طن من الطمي أو الرواسب التي تنقل سنويا إلى البحر سوف تصل إلى خليج كاليفورنيا كما ان الطمي مهم لاتزان النظام البيئي فهو المسئول عن إنتاج النباتات التي تغذي الحيوانات البرية التي تعيش بالقرب من النهر.

## وصلات خارجية
http://www.thaqafnafsak.com/2012/07/blog-post_02.html
‌